# Gwara kielecka
Gwara kielecka (gwara sandomierska, gwara świętokrzyska) – zbiór gwar języka polskiego, dialektu małopolskiego charakterystycznych dla mieszkańców ziemi sandomierskiej. Można wyróżnić spośród zbioru gwar, gwary:
- kielecko-miechowską
- sandomierską
- lasowską (w widłach Wisły i Sanu)

## Charakterystyka
- mazurzenie, czyli wymowa głosek sz, ż (nie rz), cz, dź jako s, z, c, dz: syja, zyto, scotka, copka, cysty, drozdze
- udźwięczenie międzywyrazowe przed samogłoskami i spółgłoskami r, l, ł, m, n, ń: ptoseg mały, wlazł koteg na płoteg i mruga, koż malin, brad ogrodnika, grzyb ogromny
- przejście końcowe -ch w -k: niek, ik, dwók
- zanik rezonansu samogłosek nosowych ę, ą: sceście, gesi, bede, zob, wstozka, rzucajo, ksiozka
- ginąca przestawka w grupach śr-, źr-, dl-: rsioda, rsiedni, rźódło, rziebie, móld sie
- wymowa niektórych samogłosek w nagłosie wiąże się z nadaniem im protezy, tzn. że są one poprzedzane spółgłoskami
  - labializacja, czyli poprzedzenie samogłosek o i u spółgłoską ł: łosa, łodejdź, łun, łucho, łusłuchoł, płole, młost, kłoza
  - prejotacja, czyli poprzedzenie samogłosek i, a, e spółgłoską j: jidzie, jigła, Jantuni, Jagna, Jewa
  - przydech, czyli poprzedzanie samogłoski a spółgłoska h: Hameryka, harak, Hania
- odpowiednikami samogłosek: a, o, e są – ze względu na ich ścieśniającą wymowę samogłoski o, ó, i bądź y, a→o, o→ó, e→i, e→y: corny ptok loto, chłopok, słóma spolóno, zniscóny dóm, ón, kóń, bidna kobita, jesiń, dziń, brzyg rzyki, syr i chlib
- samogłoski i, y przed spółgłoskami półotwartymi: m, n, ń, r, l, ł ulegają rozszerzeniu artykulacyjnemu e: z temi naszemi, chłopakami, gościeniec, derechtór, fieranka, umoceła sięm pieli, bieli się, kobeła, beła
- podwajanie s i ś: bosso, z lassu, wiścieć, w leśsie,, a także odpodobnienie tych głosek: bosco, w leście, powieścieła, wiescok
- formy typu: grzebę, skubę, złapę, kopę, drapę, rąbę, kłamę zamiast grzebię, skubię, złapię, kopię, drapię, rąbię, kłamię
- końcówka dopełniacza liczby mnogiej – ów, właściwa rzeczownikom męskim: kotów, panów, ołówków, może występować w dopełniaczu liczby mnogiej rzeczowników rodzaju żeńskiego: łyżków, desków, babków i nijakiego: skrzydełków, wiadrów, łoknów
- zastąpienie w bezokoliczniku -eć przez ić bądź -yć: widzić, cierpić, wyjrzyć, leżyć
- formy rodzaju męskoosobowego zastąpione niemęskoosobowymi: te nasze chłopy uciekały, Niemce zabijały ludzi we wojne, górniki strajkowały.
- w I osobie liczby mnogiej czasu teraźniejszego czy przeszłego zachowuje się czasami dawna końcówka -wa: idziewa, dajewa, chodziliwa podobnie w formach trybu rozkazującego: bierzwa, choćwa. Natomiast w formach czasownikowych II osoby liczby mnogiej czasu przeszłego i teraźniejszego występuje dawna końcówka -ta: chodziliśta, byliśta, robita, dajeta podobnie jak w trybie rozkazującym: bierzta, dejta, chodźta
- użycie form liczby mnogiej grzecznościowej, będących wyrazem szacunku dla osób starszych: mamusia nagotowali klusek, tata żyli osiemdziesiąt lot, babciu, połóżcie się tam wygodnie, a nie bedziecie w kucki spać; mieszkańcy wsi mówienie per „wy” określają jako „mówienie na dwoje”, „dwojenie” lub „wycie”
- użycie przyimka "bez" zamiast "przez": bez las, bez lato, bez cało zime, ide bez droge przez copki
- zanikanie głoski j w formach osobowych czasowników, gdy znajduje się ona między samogłoskami ó bądź e oraz spółgłoską dź (dzi): przydzie, przydo, pódzie zamiast przyjdzie, przyjdą, pójdzie
- odpowiednikami końcówek -ej w przysłówkach i liczebnikach są -y bądź -i: bliży, dali, lepi, gorzy, tani, droży, ło piąty, ło dziewiąty, ło dwunasty
- tryb rozkazujący przy użyciu końcówek -no lub -że, np.: chodźno, przyjdźże, pomożże, zróbże itp.